# ラシャイナのセルギオス
ラシャイナのセルギオス（Sergius of Reshaina, 生年不詳 - 536年）は、6世紀のアラム人（シリア人）哲学者で僧侶。彼はギリシア語からシリア語への医学著作の翻訳者としてもっとも知られていて、それらは最終的にアラビア語に翻訳された。ラシャイナは彼が生きた場所で北メソポタミアにおいてエデッサとニシビスという知識センターの中間に位置していた。
9世紀の翻訳家であるフナイン・イブン・イスハークは、セルギオスがシリア語に翻訳したガレノスの医学著作の26の著作名を伝えている; それらは、ギリシア語からセム語に翻訳された医学著作の最初の重要な翻訳で、恐らくセルギオス自身がアレキサンドリアで教えていた時に使っていた教科書だった。フナインはセルギオスがより多くの経験を持っていたので、彼の翻訳をましなものだと考えていたが、セルギオスの翻訳に常に敬意を払っているというわけではなかった。セルギオスはアリストテレスの『範疇論』やポルピュリオスの『範疇の手引き』、偽ディオニュシオス・ホ・アレオパギテースの神学著作を含む他の多様な著作も翻訳した。彼自身『月の影響について』『太陽の動き』という2つの著作を残していて、ギリシア語の原著に基づいた天体論だったと考えられる。
セルギオスは、近隣の主にネストリウス派の学者と密接な関係を保持していたけれども、
彼自身は単性論派のキリスト教徒僧侶だった。535年、彼はAmidのエフレムと正教会のアンティオキア総主教によりローマに派遣され、コンスタンティノープルへ向かう教皇アガペトゥス1世に随伴し、そこで死去した。